# Annona salicifolia
Annona salicifolia este o specie de plante angiosperme din genul Annona, familia Annonaceae, descrisă de Erik Leonard Ekman și Robert Elias Fries. Conform Catalogue of Life specia Annona salicifolia nu are subspecii cunoscute.